# ماستر شو أند ذا درنكارد هو
ماستر شو أند ذا درنكارد هو (بالصينية: 盜帥楚留香) (بالإنجليزية: Master Chu and the Drunkard Hu)‏، هي لعبة فيديو من نوع منصات، ومن تطوير شركة وستوديو جوي فان في تايوان، حيث صدرت بالنسختين الصينية التقليدية والإنجليزية، حيث تعمل لنظام المنصة نينتندو إنترتينمنت سيستم.

## مصدر
1. ↑  "Longzhong Ye". Videogame Music Preservation Foundation. مؤرشف من الأصل في 2016-03-04. اطلع عليه بتاريخ 2015-07-19.
2. ↑  Miller، Skyler. "Master Chu and the Drunkard Hu - Review". Allgame. مؤرشف من الأصل في 2014-11-16. اطلع عليه بتاريخ 2013-06-02.
3. ↑  Master Chu And The Drunkard Hu for NES (1989) - MobyGames نسخة محفوظة 26 يناير 2018 على موقع واي باك مشين.

## وصلات خارجية
- Master Chu and the Drunkard Hu على موبي غيمز